# Nicky Guadagni
Nicky Guadagni, född 1 augusti 1952, är en kanadensisk skådespelare.

## Filmografi (ofullständig)
- 1997 – Cube (Vincenzo Natali)
- 1996 – Crash (David Cronenberg)
- 1990 – White Room (Patricia Rozema)